# Senatorowie II kadencji Senatu Rzeczypospolitej Polskiej (1928–1930)
Senatorowie Senatu II kadencji (od 11 marca 1928 do 30 sierpnia 1930) – senatorowie Senatu II RP, wybrani 11 marca 1928. Złożyli ślubowanie senatorskie 27 marca 1928.
Pierwsze posiedzenie odbyło się 27 marca 1928, a ostatnie, 30 sierpnia 1930.
Marszałek senior 26 marca 1928
- Maksymilian Thullie (PSChD)

Marszałek Senatu od 27 marca 1928
- Julian Szymański (BBWR)

Wicemarszałkowie Senatu
- Hipolit Gliwic (BBWR)
- Stanisław Posner (PPS)
- Mychajło Hałuszczynski (Ukraińsko-Białoruski Klub Sejmowy)

## Senatorowie, których mandat wygasł w trakcie kadencji (11 senatorów)
| Przynależność                                   | Senator                | Data wygaśnięcia mandatu | Przyczyna                              | Następca                       |
| ----------------------------------------------- | ---------------------- | ------------------------ | -------------------------------------- | ------------------------------ |
| Stronnictwo Chłopskie                           | Jerzy Miklaszewski     | 21 marca 1929(dts)       | śmierć                                 | Józef Dudek                    |
| Polska Partia Socjalistyczna                    | Jan Englisch           | 13 kwietnia 1929(dts)    | śmierć                                 | Daniel Bernard Gross           |
| Bezpartyjny Blok Współpracy z Rządem            | Józef Londzin          | 21 kwietnia 1929(dts)    | śmierć                                 | Józefa Bramowska               |
| Polskie Stronnictwo Chrześcijańskiej Demokracji | Jan Albrecht           | 6 lipca 1929(dts)        | śmierć                                 | Leon Marchlewski (PSL „Piast”) |
| Związek Ludowo-Narodowy                         | Witold Hedinger        | lutego 1930(dts)         | zrzeczenie się mandatu                 | Maksymilian Pluciński          |
| Bezpartyjny Blok Współpracy z Rządem            | Łazarz Dal             | 18 lutego 1930(dts)      | wygaszenie mandatu przez Sąd Najwyższy |                                |
| Bezpartyjny Blok Współpracy z Rządem            | Stanisław Huskowski    | 18 lutego 1930(dts)      | wygaszenie mandatu przez Sąd Najwyższy |                                |
| Bezpartyjny Blok Współpracy z Rządem            | Stefan Redko           | 18 lutego 1930(dts)      | wygaszenie mandatu przez Sąd Najwyższy |                                |
| Bezpartyjny Blok Współpracy z Rządem            | Michał Skokowski       | 18 lutego 1930(dts)      | wygaszenie mandatu przez Sąd Najwyższy |                                |
| Polska Partia Socjalistyczna                    | Stanisław Posner       | 8 maja 1930(dts)         | śmierć                                 | Stanisław Andrzej Radek        |
| Bezpartyjny Blok Współpracy z Rządem            | Aleksander Achmatowicz | czerwca 1930(dts)        | korekta wyników wyborów                | Witold Czartoryski (ZLN)       |

## Lista według przynależności

### Bezpartyjny Blok Współpracy z Rządem
- Witold Abramowicz
- Aleksander Achmatowicz
- Stefan Boguszewski
- Józefa Bramowska
- Łazarz Dal
- Zofia Daszyńska-Golińska
- Stanisław Dąmbski
- Franciszek Drucki-Lubecki
- Ludwik Evert
- Stanisław Gaszyński
- Hipolit Gliwic
- Jan Albin Goetz
- Agenor Maria Joachim Gołuchowski
- Stanisław Huskowski
- Witold Kamieniecki
- Stefan Laurysiewicz
- Leon Lempke
- Józef Londzin
- Zdzisław Lubomirski
- Leon Kazimierz Łubieński
- Samuel Manugiewicz
- Ignacy Miciński
- Karol Niezabytowski
- Antoni Nowak
- Stanisław Nowak
- Stefan Bolesław Perzyński
- Julian Poczętowski
- Izydor Pryko
- Zygmunt Felicjan Przybylski
- Stefan Redko
- Jan Antoni Rogowicz
- Karol Rolle
- Walery Roman
- Michał Rudnik
- Michał Skokowski
- Michał Soroko
- Marcin Szarski
- Julian Szymański
- Wacław Szujski
- Zdzisław Tarnowski
- Józef Trzeciak
- Stanisław Wańkowicz
- Radzisław Wodziński
- Jan Zagleniczny
- Stanisław Zakrzewski
- August Zaleski

### Polska Partia Socjalistyczna
- Józef Danielewicz
- Jan Englisch
- Daniel Bernard Gross
- Stanisław Konstanty Gruszczyński
- Stanisław Kelles-Krauz
- Dorota Kłuszyńska
- Stefan Kopciński
- Bolesław Limanowski
- Stanisław Posner
- Stanisław Andrzej Radek
- Michał Sokołowski
- Andrzej Strug

### Związek Ludowo-Narodowy
- Witold Czartoryski
- Stefan Andrzej Dobrzański
- Stanisław Głąbiński
- Stanisław Aleksander Godlewski
- Witold Hedinger
- Władysław Jabłonowski
- Stanisław Kozicki
- Paweł Ossowski
- Maksymilian Pluciński
- Marian Seyda
- Bohdan Wasiutyński

### Polskie Stronnictwo Chrześcijańskiej Demokracji
- Jan Albrecht
- Ludwik Kasprzyk
- Juliusz Makarewicz
- Władysław Radomski
- Maksymilian Thullie

### Polskie Stronnictwo Chrześcijańskiej Demokracji - Grupa Korfantego
- Paweł Brandys

### Polskie Stronnictwo Ludowe „Wyzwolenie”
- Tomasz Brzeziński
- Franciszek Ciastek
- Aleksander Iżycki
- Wacław Januszewski
- Bolesław Motz
- Tomasz Nocznicki
- Feliks Winiarczyk

### Polskie Stronnictwo Ludowe „Piast”
- Alfons Erdman
- Wiktor Kulerski
- Leon Marchlewski
- Andrzej Średniawski

### Stronnictwo Chłopskie
- Józef Dudek
- Jerzy Miklaszewski
- Jan Szafranek
- Stefan Tatarczak

### Narodowa Partia Robotnicza
- Michał Grajek
- Edward Pepłowski
- Otton Steinborn

### Narodowa Partia Robotnicza-Lewica
- Ireneusz Wierzejewski

### Koło Żydowskie
- Salomon Budzyner
- Józef Hersz Dawidsohn
- Mojżesz Koerner
- Izaak Rubinsztejn
- Dawid Schreiber
- Cemach Szabad

### Niemiecki Klub Parlamentarny
- Ernst Barczewski
- Georg Busse
- Erwin Hasbach
- Eduard Pant
- Josef Spickermann

### Ukraińsko-Białoruski Klub Sejmowy
- Wasyl Baranyk
- Wiaczesław Bohdanowicz
- Ołeksandr Czerkawski
- Wołodymyr Decykewycz
- Mychajło Hałuszczynski
- Antin Horbaczewski
- Mykoła Kuźmyn
- Ołena Kysiłewśka
- Bazyli Rogula
- Julijan Tatomyr
- Kornyło Trojan

### Ukraińskie Włościańsko-Robotnicze Zjednoczenie Socjalistyczne (Sel-Rob)
- Serhij Kozycki

### Ukraińska Partia Radykalna
- Iwan Makuch

## Lista według okręgów wyborczych
| Województwo pomorskie                                                                                     |                                                                                          |                                                                                        |                                                                                  |                                                                                         |                                            |
| Senatorowie wybrani z list poszczególnych komitetów wyborczych                                            |                                                                                          |                                                                                        |                                                                                  |                                                                                         |                                            |
| Związek Ludowo-Narodowy - Paweł Ossowski                                                                  | Narodowa Partia Robotnicza - Otton Steinborn                                             | Niemiecki Klub Parlamentarny - Ernst Barczewski                                        |                                                                                  |                                                                                         |                                            |
| Województwo poznańskie                                                                                    |                                                                                          |                                                                                        |                                                                                  |                                                                                         |                                            |
| Senatorowie wybrani z list poszczególnych komitetów wyborczych                                            |                                                                                          |                                                                                        |                                                                                  |                                                                                         |                                            |
| Związek Ludowo-Narodowy - Marian Seyda - Maksymilian Pluciński                                            | Polskie Stronnictwo Chrześcijańskiej Demokracji - Władysław Radomski                     | Polskie Stronnictwo Ludowe „Piast” - Wiktor Kulerski                                   | Narodowa Partia Robotnicza - Edward Pepłowski                                    | Narodowa Partia Robotnicza-Lewica - Ireneusz Wierzejewski                               | Niemiecki Klub Parlamentarny - Georg Busse |
| Województwo śląskie                                                                                       |                                                                                          |                                                                                        |                                                                                  |                                                                                         |                                            |
| Senatorowie wybrani z list poszczególnych komitetów wyborczych                                            |                                                                                          |                                                                                        |                                                                                  |                                                                                         |                                            |
| Bezpartyjny Blok Współpracy z Rządem - Józefa Bramowska                                                   | Polskie Stronnictwo Chrześcijańskiej Demokracji - Grupa Korfantego - Paweł Brandys       | Narodowa Partia Robotnicza - Michał Grajek                                             | Niemiecki Klub Parlamentarny - Eduard Pant                                       |                                                                                         |                                            |
| Województwo krakowskie                                                                                    |                                                                                          |                                                                                        |                                                                                  |                                                                                         |                                            |
| Senatorowie wybrani z list poszczególnych komitetów wyborczych                                            |                                                                                          |                                                                                        |                                                                                  |                                                                                         |                                            |
| Bezpartyjny Blok Współpracy z Rządem - Karol Rolle - Jan Albin Goetz - Stanisław Nowak - Michał Rudnik    | Polska Partia Socjalistyczna - Daniel Bernard Gross                                      | Polskie Stronnictwo Chrześcijańskiej Demokracji - Ludwik Kasprzyk                      | Polskie Stronnictwo Ludowe „Piast” - Andrzej Średniawski                         |                                                                                         |                                            |
| Województwo lwowskie                                                                                      |                                                                                          |                                                                                        |                                                                                  |                                                                                         |                                            |
| Senatorowie wybrani z list poszczególnych komitetów wyborczych                                            |                                                                                          |                                                                                        |                                                                                  |                                                                                         |                                            |
| Bezpartyjny Blok Współpracy z Rządem - Stanisław Zakrzewski - Stanisław Dąmbski - Antoni Nowak            | Polskie Stronnictwo Chrześcijańskiej Demokracji - Maksymilian Thullie                    | Stronnictwo Chłopskie - Józef Dudek                                                    | Koło Żydowskie - Dawid Schreiber                                                 | Ukraińsko-Białoruski Klub Sejmowy - Kornyło Trojan - Ołena Kysiłewśka - Julijan Tatomyr |                                            |
| Województwo stanisławowskie                                                                               |                                                                                          |                                                                                        |                                                                                  |                                                                                         |                                            |
| Senatorowie wybrani z list poszczególnych komitetów wyborczych                                            |                                                                                          |                                                                                        |                                                                                  |                                                                                         |                                            |
| Bezpartyjny Blok Współpracy z Rządem - Marcin Szarski - Samuel Manugiewicz                                | Ukraińsko-Białoruski Klub Sejmowy - Ołeksandr Czerkawski                                 | Ukraińska Partia Radykalna - Iwan Makuch                                               |                                                                                  |                                                                                         |                                            |
| Województwo tarnopolskie                                                                                  |                                                                                          |                                                                                        |                                                                                  |                                                                                         |                                            |
| Senatorowie wybrani z list poszczególnych komitetów wyborczych                                            |                                                                                          |                                                                                        |                                                                                  |                                                                                         |                                            |
| Bezpartyjny Blok Współpracy z Rządem - Agenor Maria Joachim Gołuchowski                                   | Polskie Stronnictwo Chrześcijańskiej Demokracji - Juliusz Makarewicz                     | Ukraińsko-Białoruski Klub Sejmowy - Antin Horbaczewski - Mykoła Kuźmyn - Wasyl Baranyk |                                                                                  |                                                                                         |                                            |
| Województwo wołyńskie                                                                                     |                                                                                          |                                                                                        |                                                                                  |                                                                                         |                                            |
| Senatorowie wybrani z list poszczególnych komitetów wyborczych                                            |                                                                                          |                                                                                        |                                                                                  |                                                                                         |                                            |
| Bezpartyjny Blok Współpracy z Rządem - Łazarz Dal - Stanisław Huskowski - Stefan Redko - Michał Skokowski | Ukraińskie Włościańsko-Robotnicze Zjednoczenie Socjalistyczne (Sel-Rob) - Serhij Kozycki |                                                                                        |                                                                                  |                                                                                         |                                            |
| Województwo lubelskie                                                                                     |                                                                                          |                                                                                        |                                                                                  |                                                                                         |                                            |
| Senatorowie wybrani z list poszczególnych komitetów wyborczych                                            |                                                                                          |                                                                                        |                                                                                  |                                                                                         |                                            |
| Bezpartyjny Blok Współpracy z Rządem - Stefan Boguszewski - Stefan Laurysiewicz                           | Polska Partia Socjalistyczna - Michał Sokołowski                                         | Związek Ludowo-Narodowy - Stanisław Kozicki                                            | Polskie Stronnictwo Ludowe „Wyzwolenie” - Bolesław Motz - Feliks Winiarczyk      | Stronnictwo Chłopskie - Stefan Tatarczak                                                |                                            |
| Województwo kieleckie                                                                                     |                                                                                          |                                                                                        |                                                                                  |                                                                                         |                                            |
| Senatorowie wybrani z list poszczególnych komitetów wyborczych                                            |                                                                                          |                                                                                        |                                                                                  |                                                                                         |                                            |
| Bezpartyjny Blok Współpracy z Rządem - Stanisław Gaszyński - Leon Kazimierz Łubieński - Ignacy Miciński   | Polska Partia Socjalistyczna - Stanisław Andrzej Radek - Stanisław Kelles-Krauz          | Związek Ludowo-Narodowy - Stefan Andrzej Dobrzański                                    | Polskie Stronnictwo Ludowe „Wyzwolenie” - Franciszek Ciastek                     | Stronnictwo Chłopskie - Jan Szafranek                                                   | Koło Żydowskie - Cemach Szabad             |
| Województwo łódzkie                                                                                       |                                                                                          |                                                                                        |                                                                                  |                                                                                         |                                            |
| Senatorowie wybrani z list poszczególnych komitetów wyborczych                                            |                                                                                          |                                                                                        |                                                                                  |                                                                                         |                                            |
| Bezpartyjny Blok Współpracy z Rządem - Radzisław Wodziński - Jan Zagleniczny                              | Polska Partia Socjalistyczna - Stefan Kopciński - Józef Danielewicz                      | Związek Ludowo-Narodowy - Władysław Jabłonowski                                        | Polskie Stronnictwo Ludowe „Wyzwolenie” - Wacław Januszewski - Tomasz Brzeziński | Niemiecki Klub Parlamentarny - Josef Spickermann                                        |                                            |
| Województwo warszawskie                                                                                   |                                                                                          |                                                                                        |                                                                                  |                                                                                         |                                            |
| Senatorowie wybrani z list poszczególnych komitetów wyborczych                                            |                                                                                          |                                                                                        |                                                                                  |                                                                                         |                                            |
| Bezpartyjny Blok Współpracy z Rządem - Wacław Szujski - Stefan Bolesław Perzyński                         | Polska Partia Socjalistyczna - Dorota Kłuszyńska - Stanisław Konstanty Gruszczyński      | Związek Ludowo-Narodowy - Stanisław Aleksander Godlewski                               | Polskie Stronnictwo Ludowe „Wyzwolenie” - Tomasz Nocznicki                       | Koło Żydowskie - Salomon Budzyner                                                       |                                            |
| Miasto stołeczne Warszawa                                                                                 |                                                                                          |                                                                                        |                                                                                  |                                                                                         |                                            |
| Senatorowie wybrani z list poszczególnych komitetów wyborczych                                            |                                                                                          |                                                                                        |                                                                                  |                                                                                         |                                            |
| Bezpartyjny Blok Współpracy z Rządem - Zdzisław Lubomirski - Julian Poczętowski                           | Związek Ludowo-Narodowy - Bohdan Wasiutyński                                             | Koło Żydowskie - Mojżesz Koerner                                                       |                                                                                  |                                                                                         |                                            |
| Województwo białostockie                                                                                  |                                                                                          |                                                                                        |                                                                                  |                                                                                         |                                            |
| Senatorowie wybrani z list poszczególnych komitetów wyborczych                                            |                                                                                          |                                                                                        |                                                                                  |                                                                                         |                                            |
| Bezpartyjny Blok Współpracy z Rządem - Walery Roman - Hipolit Gliwic                                      | Polskie Stronnictwo Ludowe „Piast” - Alfons Erdman                                       | Koło Żydowskie - Izaak Rubinsztejn                                                     |                                                                                  |                                                                                         |                                            |
| Województwo poleskie                                                                                      |                                                                                          |                                                                                        |                                                                                  |                                                                                         |                                            |
| Senatorowie wybrani z list poszczególnych komitetów wyborczych                                            |                                                                                          |                                                                                        |                                                                                  |                                                                                         |                                            |
| Bezpartyjny Blok Współpracy z Rządem - Karol Niezabytowski - Franciszek Drucki-Lubecki - Izydor Pryko     |                                                                                          |                                                                                        |                                                                                  |                                                                                         |                                            |
| Województwo nowogródzkie                                                                                  |                                                                                          |                                                                                        |                                                                                  |                                                                                         |                                            |
| Senatorowie wybrani z list poszczególnych komitetów wyborczych                                            |                                                                                          |                                                                                        |                                                                                  |                                                                                         |                                            |
| Bezpartyjny Blok Współpracy z Rządem - Witold Kamieniecki - Michał Soroko                                 | Ukraińsko-Białoruski Klub Sejmowy - Bazyli Rogula                                        |                                                                                        |                                                                                  |                                                                                         |                                            |
| Województwo wileńskie                                                                                     |                                                                                          |                                                                                        |                                                                                  |                                                                                         |                                            |
| Senatorowie wybrani z list poszczególnych komitetów wyborczych                                            |                                                                                          |                                                                                        |                                                                                  |                                                                                         |                                            |
| Bezpartyjny Blok Współpracy z Rządem - Witold Abramowicz - Stanisław Wańkowicz - Józef Trzeciak           | Ukraińsko-Białoruski Klub Sejmowy - Wiaczesław Bohdanowicz                               |                                                                                        |                                                                                  |                                                                                         |                                            |

| Lista państwowa |                                                                    |                                                                    |                                                                |                                                             |                                                       |                                                                                   |                                        |                                              |
| Senatorowie wybrani z list poszczególnych komitetów wyborczych |                                                                    |                                                                    |                                                                |                                                             |                                                       |                                                                                   |                                        |                                              |
| Bezpartyjny Blok Współpracy z Rządem - August Zaleski - Zdzisław Tarnowski - Zygmunt Felicjan Przybylski - Zofia Daszyńska-Golińska - Julian Szymański - Jan Antoni Rogowicz - Leon Lempke - Ludwik Evert - Aleksander Achmatowicz | Polska Partia Socjalistyczna - Bolesław Limanowski - Andrzej Strug | Związek Ludowo-Narodowy - Stanisław Głąbiński - Witold Czartoryski | Polskie Stronnictwo Chrześcijańskiej Demokracji - Jan Albrecht | Polskie Stronnictwo Ludowe „Wyzwolenie” - Aleksander Iżycki | Polskie Stronnictwo Ludowe „Piast” - Leon Marchlewski | Ukraińsko-Białoruski Klub Sejmowy - Wołodymyr Decykewycz - Mychajło Hałuszczynski | Koło Żydowskie - Józef Hersz Dawidsohn | Niemiecki Klub Parlamentarny - Erwin Hasbach |